# Dansk-Svensk Gårdhund
Dansk-svensk gårdhund (også kendt som ”Kvik-hund” ) er en af Danmarks og Sveriges oprindelige landhunderacer. Den indgår i racegruppe 2 (racer af pincher- og schnauzertypen, molosser samt sennenhunde). 
Dansk-svensk gårdhund er en allroundhund med livligt temperament og den kan fungere som såvel vagthund, som støver ved jagt og som selskabshund. Den er lærenem og passer derfor godt til aktiviteter som agility og lydighedstræning m.m.

## Historie
Racen blev anerkendt i Danmark og Sverige i år 1987 under navnet Dansk-Svensk Gårdhund. Racen har været kendt i lang tid på gårde i Danmark og Sverige, hvor den er anvendt som vagthund, rottehund og som selskabshund.
Racen menes at være udviklet/avlet af en pinscher, Beagel (selskabelig) og mynde/greyhound (hurtig og meget agil). Næsen fungerer godt - Og opsnuser den en mus på skovturen, graver den gerne huller større end sig selv (hvis man er tålmodig).

## Eksteriør
Størrelsesforskellen mellem tæver og hanhunde er tydelig for den dansk-svenske gårdhund. Ryghøjden for hannerne er 34-37 cm og for tæverne 32-35 cm. Forholdet mellem ryghøjde og kropslængden er 9:10, hvilket gør kropsformen næsten kvadratisk. Halsen er kraftig, da den rusker sit bytte. Den kan derfor let trække sig fri af et halsbånd, og skal luftes i sele, for ikke at løbe efter bytte/oplevelser.  Hunden er lærenem, men indkald står ikke øverst på listen. Den er særlig glad for at "ruske snor/tøjdyr" og giver ikke slip. Den lader sig både løfte op, og trække gennem forhindringer - Mens den rusker sit bytte.
Gårdhunden er udholdende, og kan vanskeligt køres træt fysisk - Men næse-træning og nye oplevelse trætter hjernen. 
Pelsen er hård, kort og glat, og har tendens til at fælde meget. Farven er hvid med en eller flere farvede flader i brun ell- sort. Pelsen kræver ingen pleje, og racen har ikke meget under-pels til isolering. En frakke er god i frostvejr ell. efter en bade-tur.
Halen kan være naturligt lang eller stump. Tidligere var det almindeligt, at kupere halen, hvilket i dag er forbudt at gøre på alle hunde. Brystkassen er dyb og rummelig med meget hvælvede ribben. Ofte er brystkassen ikke helt udviklet før efter treårsalderen. Bagkroppen er slank og giver plads til sprinter-løb og høje spring, med dens meget muskuløse bag-ben. 
Racen har rosetører eller fremadrettede hænge-ører. Dansk-svensk gårdhund har et veludviklet vagtinstinkt, og den giver gerne lyd fra sig.
Det er en aktiv hund der elsker/kræver gåture, leg med andre hunde og særligt træning - Den elsker at blive stillet opgaver, og få ros af sin ejer. Den er ikke en oplagt alene-hjemme-hund (mere end nogle timer). En af de få racer der selv kan styre sin appetit (særligt tør-foder kan ligge frit). 
Hanner enes ret godt med andre hanner. Den stræber ikke op i hierakiet, men vil blot være en del af flokken (jo større jo bedre. Den er social og imødekommende overfor alt selskab. Uanset køn beholder de lege-lysten hele livet (10-15 år). Man kan avle på mange egenskaber, men generelt har de et stærkt jagt-instinkt, og kræver snor eller indhegning. Lysten til at jage og gå på opdagelse gør at den kan løbe langt væk i lang tid. Opleve-lysten stimuleres gennem et udkigs-vindue hjemme - og kan derfor forholde sig roligt på bil-ture og lign. hvor verden kan iagttages uden fysisk aktivitet. Hunden er nysgerrig og vil være med i alt hvad du laver. Den følger sine mennesker overalt og hele tiden - Med på wc, med i seng og blander sig i alt.
Det er ikke en kæle-hund, men en lege-hund, der kræver en aktiv ejer.
Racen er ikke kendt for særlige sygdomme, men syns-problemer i de sidste leve-år forekommer.